# Kiti Manver
María Isabel Mantencón Vernalte, Kiti Manver (ur. 11 maja 1953 w Antequerze) – hiszpańska aktorka filmowa. Współpracowała m.in. z takimi reżyserami jak Pedro Almodóvar, Manuel Gómez Pereira, Gerardo Vera, José Luis García Sánchez, Álvaro Fernández Armero czy Álex de la Iglesia.

## Wybrana filmografia
- El Buscón (1979) jako Ana
- Historia de S (1979) jako Kitty Manver
- Ópera prima (1980) jako Ana
- Pepi, Luci, Bom i inne dziewczyny z dzielnicy  (Pepi, Luci, Bom y otras chicas del montón, 1980) jako dziewczyna
- Czym sobie na to wszystko zasłużyłam?  (¿Qué he hecho yo para merecer esto?!!, 1984) jako Juani
- Kobiety na skraju załamania nerwowego  (Mujeres al borde de un ataque de nervios, 1988) jako Paulina Morales
- La Mujer de tu vida: La mujer infiel (1990) jako Manolita
- Todo por la pasta (1991) jako Verónica
- Una Mujer bajo la lluvia (1991) jako Alicia
- Bezimienna królowa  (Reina anónima, La, 1992) jako Profesorka
- Wszyscy mężczyźni są tacy sami  (Todos los hombres sois iguales, 1994) jako Esther
- El Seductor (1995) jako Aurora
- Kwiat mego sekretu  (Flor de mi secreto, La, 1995) jako Manuela
- La Sal de la vida (1996) jako Consuelo
- Czarownice  (Brujas, 1996) jako Rita
- Cosas que dejé en La Habana (1997) jako Azucena
- Nie można mieć wszystkiego  (No se puede tener todo, 1997) jako Nely
- Una Pareja perfecta (1998) jako Anita
- Los Díaz felices (1998) jako Virtuosa Díaz
- El Olor del vientre (1998) jako Matka
- Jara (2000) jako Lagarta
- Las Buenas intenciones (2000) jako Alicia
- A galope tendido (2000) jako Paquita
- Kamienica w Madrycie  (Comunidad, La, 2000) jako Dolores
- La Araña negra (2002) jako Doña
- Tangos volés (2002) jako Valentina
- El Caballero Don Quijote (2002) jako Ama
- Moimi oczami  (Te doy mis ojos, 2003) jako Rosa
- Cudowne światło  (Luz prodigiosa, La, 2003) jako Adela
- La Chica de la cárcel (2004) jako dyrektorka więzienia
- Lola (2006) jako Mari Blanca
- Przerwane objęcia  (Abrazos rotos, Los, 2009) jako Pani Mylene
- Dom z papieru  (2017, 2019) jako María Victoria „Mariví” Fuentes